# Коваль, Иван Нестерович
Иван Нестерович Коваль (1920—1980) — Гвардии майор Советской Армии, участник Великой Отечественной войны, Герой Советского Союза (1943).

## Биография
Иван Коваль родился 28 мая 1920 года в поселке Каменка (ныне — город в составе Приднестровской Молдавской Республики). После окончания семи классов школы и школы фабрично-заводского ученичества работал слесарем в вагонном депо станции «Куйбышевка-Восточная» в Хабаровском крае.
В 1941 году призван на службу в Рабоче-крестьянскую Красную Армию. С июля 1942 года — на фронтах Великой Отечественной войны. К сентябрю 1943 года гвардии сержант Иван Коваль командовал орудием 158-го гвардейского артиллерийского полка 78-й гвардейской стрелковой дивизии 25-го гвардейского стрелкового корпуса 7-й гвардейской армии Степного фронта. Отличился во время битвы за Днепр.
26 сентября 1943 года расчёт Коваля переправился через Днепр на остров Глинск-Бородаевский и принял участие в захвате плацдарма на нём. 5 октября 1943 года расчёт Коваля вновь переправился через Днепр, на сей раз в районе села Домоткань Верхнеднепровского района Днепропетровской области Украинской ССР. В том бою артиллеристы уничтожили танк и большое количество солдат и офицеров противника. Когда противник предпринял попытку обойти их позиции с фланга, Коваля поднял свой расчёт в атаку, благодаря чему удалось удержать захваченные позиции.
Указом Президиума Верховного Совета СССР от 26 октября 1943 года за «образцовое выполнение боевых заданий командования на фронте борьбы с немецкими захватчиками и проявленные при этом мужество и героизм» гвардии сержант Иван Коваль был удостоен высокого звания Героя Советского Союза с вручением ордена Ленина и медали «Золотая Звезда» за номером 1370.
В 1945 году окончил Рязанское артиллерийское училище. В 1946 году в звании майора уволен в запас. Проживал в Кишинёве. Окончил партийную школу при ЦК КП Молдавской ССР и Кишинёвский техникум лёгкой промышленности, после чего работал председателем комитета профсоюза работником текстильной и лёгкой промышленности Молдавской ССР.
Умер 5 февраля 1980 года.

## Награды
- Медаль «Золотая Звезда» Героя Советского Союза
- Орден Отечественной войны 2-й степени
- Орден Трудового Красного Знамени
- Орден Красной Звезды
- Орден «Знак Почёта»
- Медали[1].